# Museo del Hombre Americano
El Museo del Hombre Americano (en portugués Museu do Homem Americano) es un museo ubicado en el municipio de São Raimundo Nonato, en el estado de Piauí, y colindante con el Parque nacional de la Sierra de la Capibara, patrimonio de la humanidad desde 1991, uno de los principales sitios arqueológicos de Brasil, al contar con entre 400, y 700 sitios de pintura rupestre, con antigüedades de entre 12.000, y 43.000 años. En concordancia con lo anterior, el museo es un espacio para la conservación y divulgación del patrimonio antropológico prehistórico del parque y de dicha región.

## Administración
Está ubicado dentro de la sede de la Fundación Museo del Hombre Americano (FUMDHAM), la que es responsable del museo y creada a partir de una cooperación entre científicos brasileños y franceses que han estado trabajando en la región desde 1973. Es una organización sin fines de lucro, pero trabaja en asociación con los gobiernos municipales, estatales y federales. Además, FUMDHAM es una sociedad civil y filantrópica.
A principios de 2017, el Museo del Hombre Americano también pasó a ser responsabilidad del comité permanente de seguimiento y gestión del Parque nacional de la Sierra de la Capibara, un modelo de gestión compartida establecido por el gobierno del estado de Piauí y el Ministerio de Cultura de Brasil. Este sistema de administración compartida también integra el Instituto Chico Mendes para la Conservación de la Biodiversidad (ICM Bio) y el Instituto do Patrimonio Histórico e Artístico Nacional (Iphan).

## Colección permanente
La colección del sitio incluye:
- Espacios destinados a la enseñanza sobre la evolución de los homínidos y las teorías sobre la llegada del hombre a América.[1]
- Otro espacio dedicado al yacimiento arqueológico pleistocénico de Pedra Furada,[1] que se ubica en el interior del parque,[7] y que es uno de los sitios arqueológicos más antiguos del continente,[3] con dataciones de hasta 40.000 años de antigüedad.[8]
- Piezas encontradas durante cuatro décadas de investigación y trabajo arqueológico dentro del parque:[2] instrumentos, urnas funerarias y esqueletos.[1]
- Exposiciones sobre la fauna prehistórica y actual de la zona.[1]

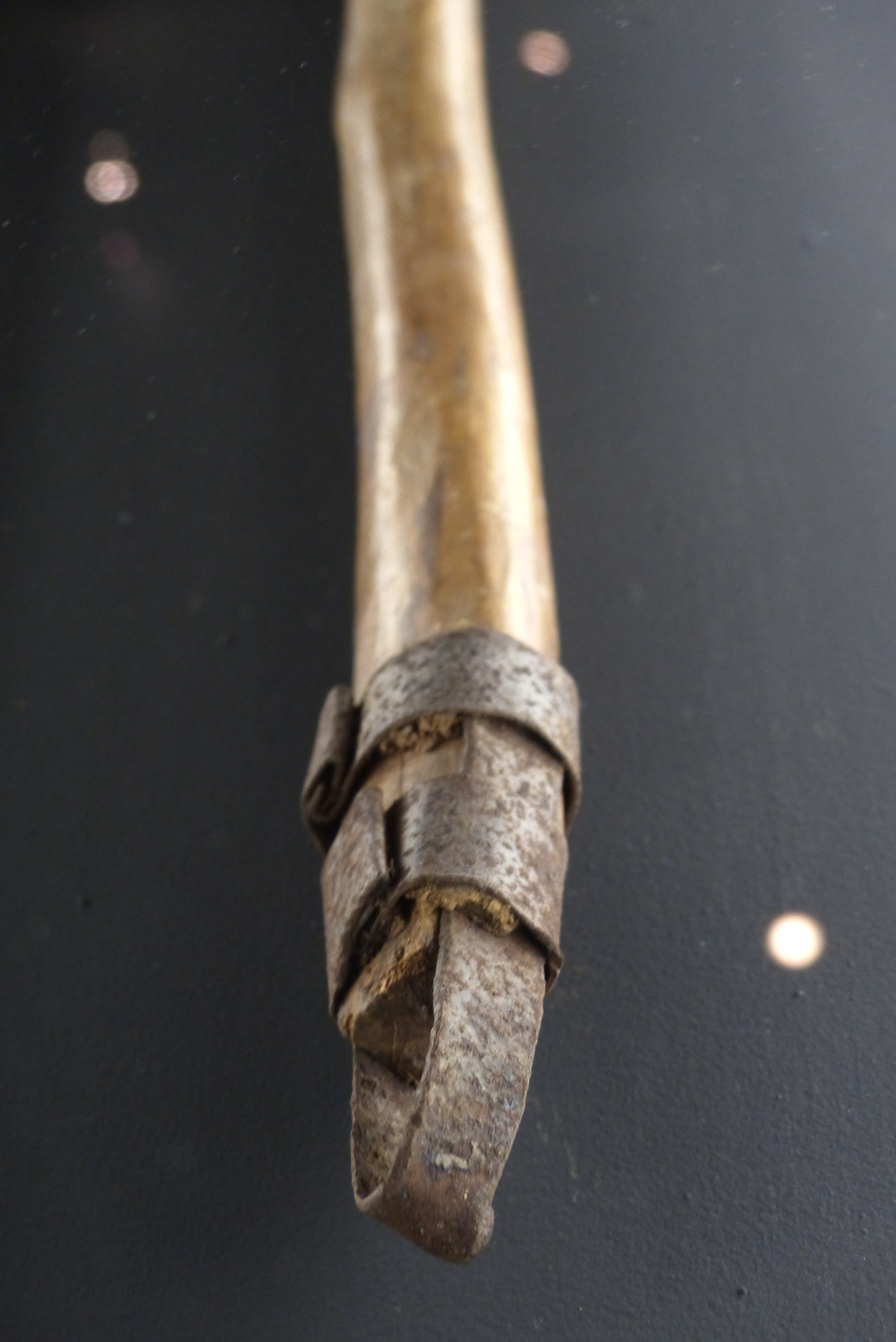
Lanza prehistórica, encontrada en las Sierras de la Capibara.
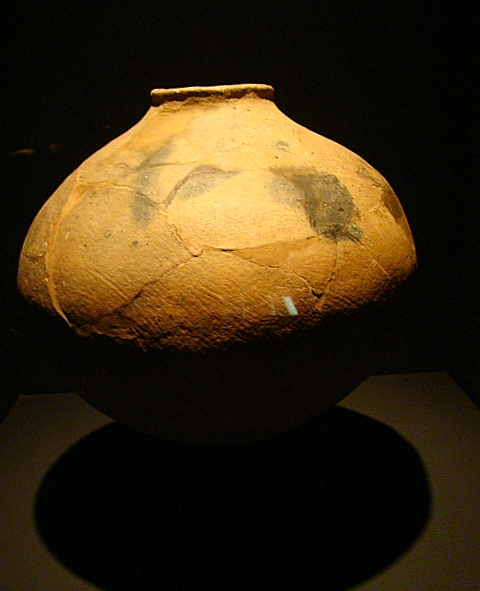
Recipiente para el agua, cerámica prehistórica.
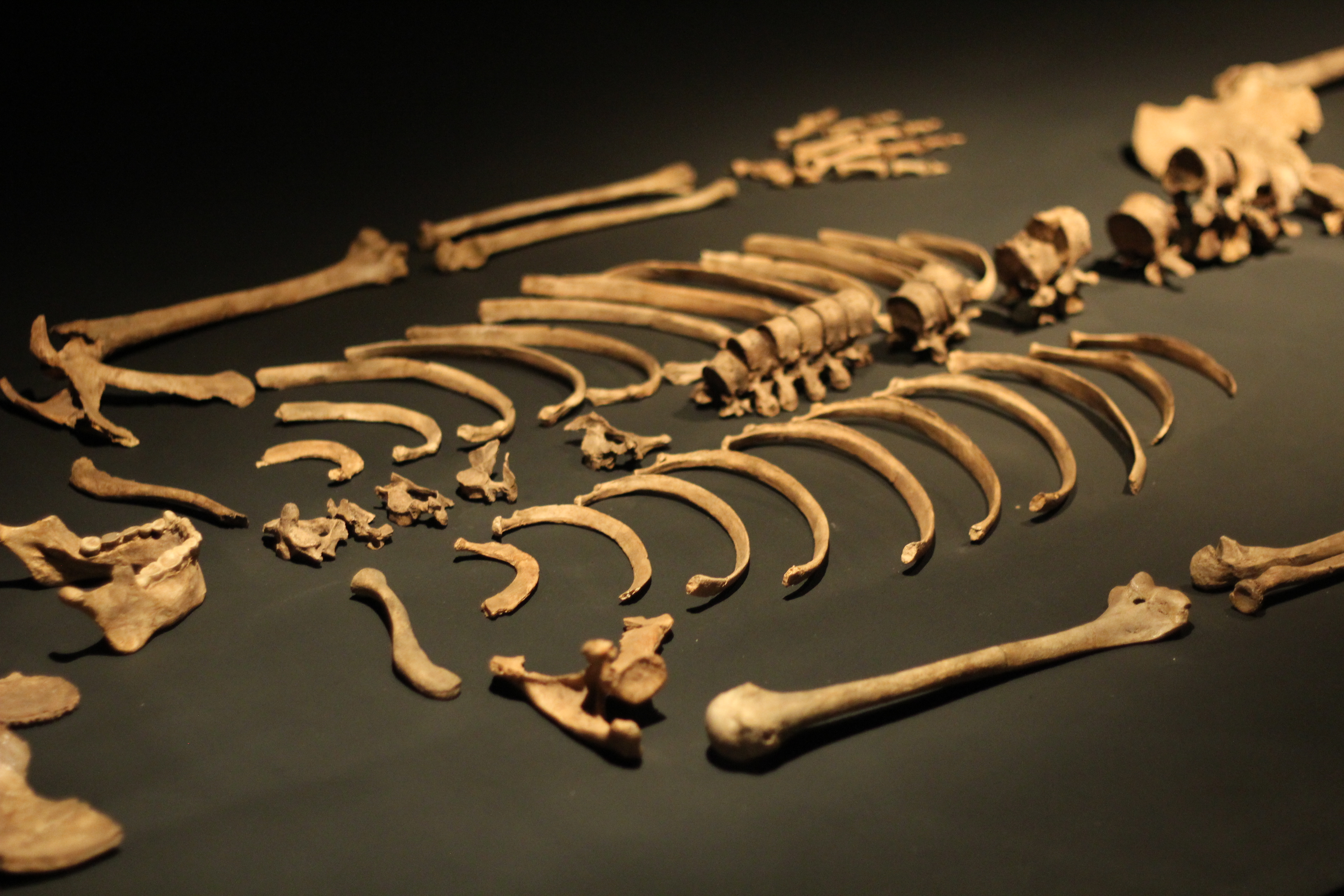
Réplica de restos humanos de hace 9.850 años de antigüedad.
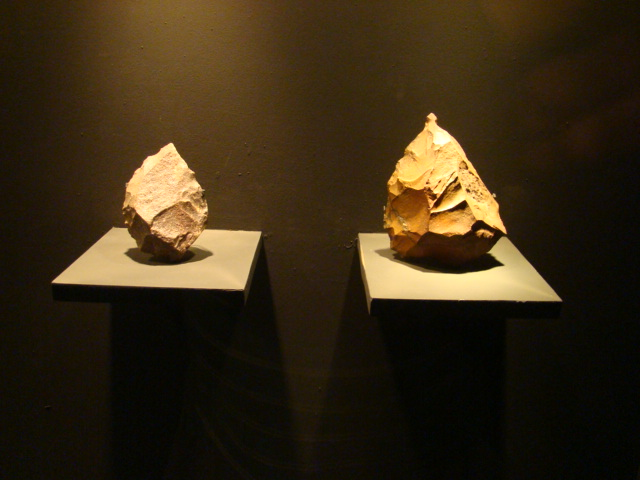
Piedras pulidas utilizadas para la caza.